# Kloster Scheda

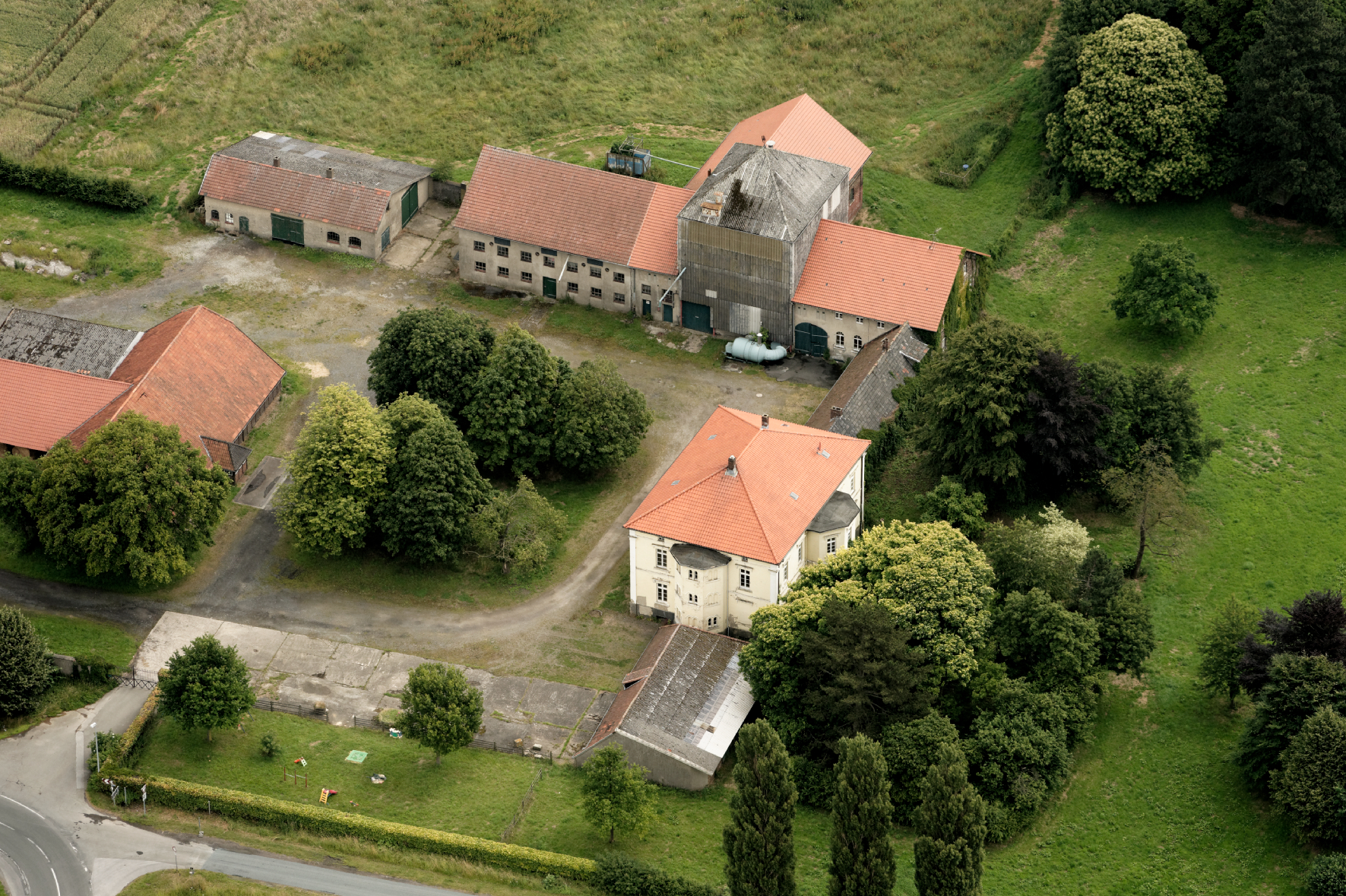
Luftbild von dem zum Gut umgewandelten Kloster Scheda (2014)

Das ehemalige Kloster Scheda im Stadtteil Wiehagen von Wickede (Ruhr) wurde 1143 als Kloster der Prämonstratenser gegründet. Nach der Säkularisation von 1809 wurden die Baulichkeiten in einen Gutshof umgewandelt und sind seitdem als Gut Scheda bekannt.

## Geschichte
Es wurde von Wiltrudis und ihrem Sohn Rathard aus dem Adelsgeschlecht der Rüdenberger-Ardey gegründet. Besetzt wurde die Einrichtung vom Kloster Cappenberg. Anfangs war es wohl ein Doppelkloster, später wurde es ein reines Männerkloster. In etwa 500 m Entfernung lag die Hochmotte Burg Hünenknüfer,
mit der Scheda der Legende nach über einen unterirdischen langen Gang verbunden gewesen sein soll.
Zunächst wurde eine Kapelle als Versammlungsort der Gemeinschaft genutzt. Leiter des Klosters im 12. Jahrhundert war möglicherweise Propst Hermann von Scheda (* 1107/08; † um 1181), Sohn jüdischer Eltern (Juda ben David Halewi), der eine Autobiographie verfasste. Im Jahr 1173 erfolgte die Weihe einer neuen Kirche. Dem Kloster waren zeitweilig das Kloster Bredelar und das Kloster Oelinghausen unterstellt. Dauerhaft abhängig blieb das Priorat Berentrop. Zeitweise zählte Scheda zu den reichsten Klöstern Westfalens.
Im Spätmittelalter wurde das Kloster in ein adeliges Stift umgewandelt und im Jahr 1500 kam es unter dem Propst Rotger von Laer zu einer inneren Reform. Es wurden ein Dormitorium und weitere Gebäude errichtet. Dieses hat wahrscheinlich dazu beigetragen, dass die Einrichtung während der Reformation und danach dem alten Glauben treu blieb. Dies verhinderte nicht, dass es im 17. Jahrhundert erneut zu einem Niedergang kam. Im Jahr 1622/23 wurde Scheda zur Zeit von Propst Wilhelm Grüter durch Chorherren bürgerlicher Herkunft aus dem Kloster Knechtsteden in der Nähe von Dormagen neu besetzt. Es folgten Auseinandersetzungen, die sich 25 Jahre hinzogen. Sie endeten damit, dass der adelige Charakter wieder hergestellt wurde. 1667 bis 1690 kam es zum Neubau der zahlreichen Abteigebäude. Ein Großbrand im Jahr 1726 beschädigte die Anlage erheblich.

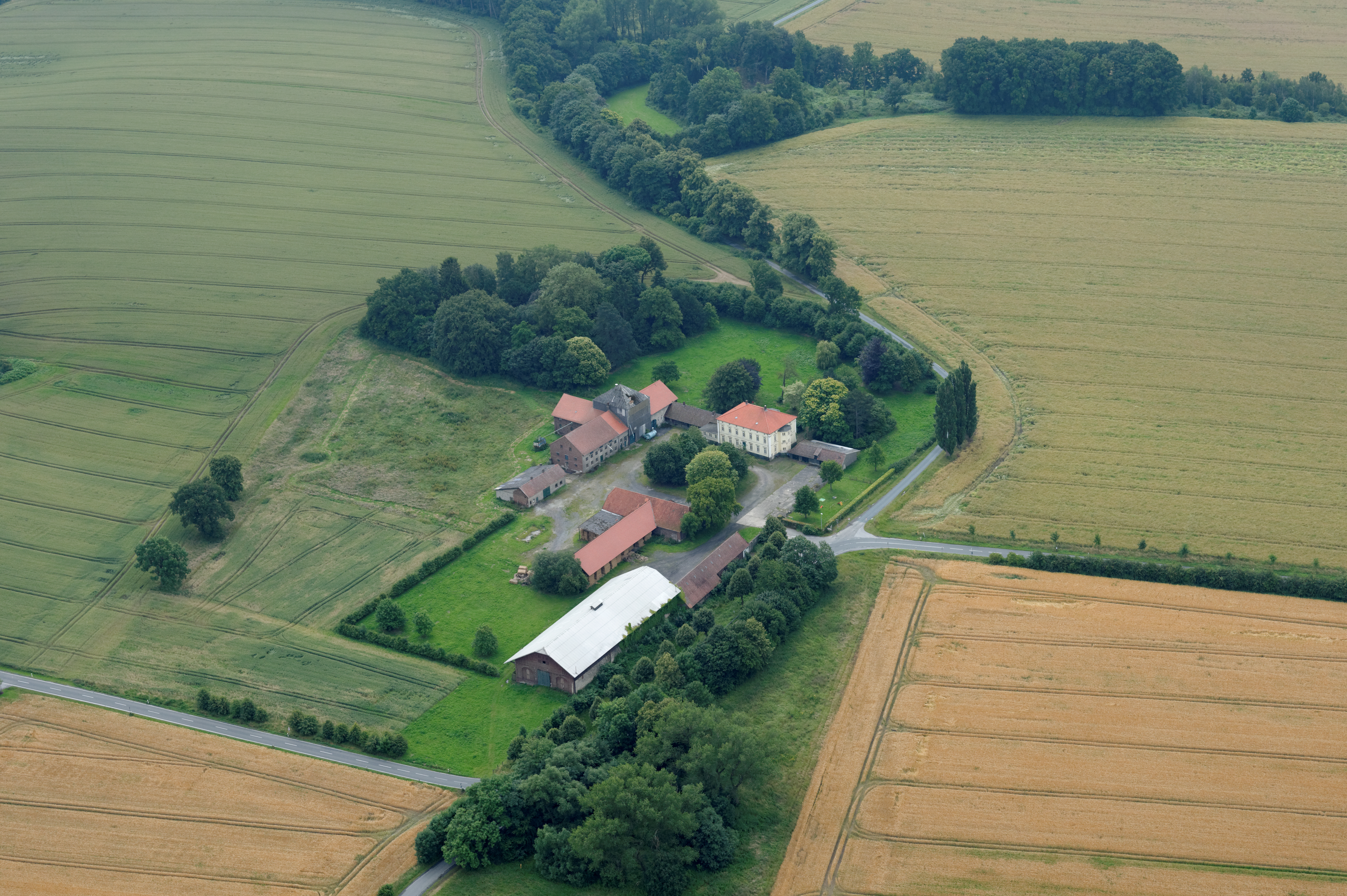
Luftbild der Gesamtanlage des Guts (2014)

1809 wurde das Kloster aufgehoben und in eine Domäne umgebaut. Hierzu wurden nach 1817 die meisten Gebäude abgerissen. Erhalten blieben vorerst die Kirchtürme und die Umfassungsmauer. 1823 kam Scheda in den Besitz von Heinrich Friedrich Karl vom Stein und wurde 1825 ein Rittergut. Zusammen mit dem (ebenfalls vormaligen Kloster) Schloss Cappenberg bildete es seit 1826 eine Standesherrschaft. 
Durch die Heirat mit vom Steins Tochter Therese wurde Ludwig Ferdinand Graf von Kielmannsegg Besitzer beider Güter. 1861 bis 1862 ließ er auf dem Gutsgelände durch den Baumeister Ferdinand Zangerl das noch bestehende Herrenhaus erbauen. Die verbliebenen Türme der Kirche wurden zu Gunsten eines Kirchenneubaus abgebrochen. 
Heute erinnert nur noch der Mönchsgang auf dem Gelände an das ehemalige Kloster. Das Gut ist auf 120 ha Fläche geschrumpft. Im Mai 2011 erwarb es der Unternehmer Walter P. J. Droege von der Droege International Group. Die Gebäude sowie die dazugehörigen Felder sind an regionale Landwirte verpachtet.